# Aphaniosoma zaharensis
Aphaniosoma zaharensis är en tvåvingeart som beskrevs av Ebejer och Deeming 1997. Aphaniosoma zaharensis ingår i släktet Aphaniosoma och familjen gulflugor. Inga underarter finns listade i Catalogue of Life.